# Championnat de France de rugby à XIII Nationale 3 et Nationale 4
Le championnat de France de rugby à XIII Nationale constitue la cinquième division et dernier échelon sur le plan national du rugby à XIII français.
Sa forme varie souvent selon les époques, et jusqu'en 2023, il portait le nom de « Championnat "Fédérale" ».
En raison des grandes distances qui séparent les clubs de cette division, clubs  qui ne se limitent pas seulement à l'Aude et les Pyrénées orientales, ce championnat est généralement organisé en poules géographiques qui selon les saisons peuvent être remaniées ou démultipliées. Par exemple pour la saison 2015-2016, le championnat, organisé par la Fédération française de rugby à XIII regroupe vingt-neuf équipes départagées en quatre ligues régionales. Pour prendre un autre exemple, pour la saison 2017/2018, il est organisé en cinq poules.
Par le passé, le rugby à XIII en France veut qu'à la fin du championnat il n'y a pas forcément d'ascensions ni relégations sportives. C'est le cas pour ce championnat. Pour accéder à la division supérieure (la Nationale 2),  il faut qu'un club respecte un cahier des charges et c'est la Commission de Contrôle de Gestion et d'Assistance qui étudiera et acceptera le club au sein du championnat supérieur. S'agissant de la dernière division il n'y a aucune relégation possible.   
En 2025, la commission en charge des compétitions DN1, 2 et 3 décide de mettre fin à ce système de "faveur" pour des motifs de manque de crédibilité au sein de la Fédération dont la majorité des clubs se plaignent. Ce système un peu "à la tète du client" est désormais abandonné pour privilégier le coté sportif de la compétition.  
Alors que le rugby à XIII est réputé être un sport professionnel, il est à constater qu'un grand nombre de joueurs de cette division sont de véritables amateurs ; tout au plus certains bénéficient-ils de l'aide de leur club pour trouver un emploi à côté de leur activité sportive, s'il n'en ont pas déjà un, ou touchent ils quelques primes très ponctuelles. Les joueurs payent eux-mêmes leurs propres licences sportives. Certains cumulent leur poste de joueur avec celui de bénévole de leur club. 
Les équipes de ce championnat participent également à la coupe de France de division inférieure de rugby à XIII : la Coupe Falcou.
En 2023, le terme de Division « fédérale »  est remplacé par celui de Division « Nationale 3 »  et « Division Nationale 4 ».

## Historique

### Un «ADN»  de championnat amateur
Ce championnat de France est , en grossissant un peu le trait, le descendant des compétitions organisées par la ligue française de rugby à XIII amateure, connue avant la deuxième guerre mondiale.
Des compétitions amateures spécifiques avaient en effet été créées dans cette période : Un « championnat de France catégorie amateur » et « une coupe de France amateure ». Ce n'est qu'après la seconde guerre mondiale, qu'elles seront désignées sous des appellations différentes. On cite le cas de la Coupe Falcou et de la Coupe Luc Nitard, qui, dans les faits,  sont disputées par des clubs amateurs. Le championnat fédéral actuel (sorte de quatrième division française) est, quant à lui,  disputé par des équipes amateures. 
Tout au long de son histoire, les participants du championnat ont beaucoup varié. Les équipes peuvent disparaitre, renaitre. Parfois, elles peuvent former des « ententes  ». Comme c'est le cas en 2002 avec l'équipe de la commune d'Ille-sur-Têt qui forme une telle association avec l'équipe de Font-Romeu, cette dernière laissant sa place à l'équipe de Fenouillèdes.
L'édition 2019-2020, d'abord suspendue courant mars, est finalement annulée par la Fédération française de rugby à XIII, le 15 avril 2020, en raison de la pandémie de Covid-19. Par conséquent, le titre n'est pas attribué et la saison est officiellement considérée comme "blanche", selon l'instance fédérale.

### Changement d'appellation
En 2023, à l'occasion de la publication des calendriers de la saison 2023-2024, la fédération annonce l'abandon de la mention « fédérale » au profit de « Nationale 3- Nationale 4 ». La Nationale 4 étant en fait constituée principalement d'équipes jouant à 9.
En 2025, la "Nationale 4" est supprimée pour permettre une Nationale 2 et 3 plus structurées.

## Médiatisation du championnat
En France, ce championnat est couvert essentiellement par la presse locale. Comme par exemple par des quotidiens comme L'Indépendant et la Dépêche du midi. Il faut cependant noter que seules certaines éditions de ces quotidiens sont concernées. Par exemple un club audois pourra, selon les cas, être suivi soit par l'édition de Narbonne de «  l'Indépendant », soit par l'édition de Carcassonne. Dans certains endroits de France, les clubs locaux ne sont même pas suivis par le bureau local du quotidien ; le cas le plus notable étant celui de Montpellier XIII qui n'est pas suivi par le quotidien Midi Libre.
Des radios locales comme Radio Marseillette peuvent parfois relater les matchs. 
Le site Treize mondial assure également un couverture complète sur internet.
Quelques matchs peuvent être diffusés en streaming sur les réseaux sociaux, à l'initiative des clubs eux-mêmes. Les diffusions ou reportages sur Tik Tok ou Instagram ont tendance aussi à se multiplier au milieu des années 2020.
Ce championnat, ou ses participants, peuvent ponctuellement intéresser des médias étrangers comme Rugby League World et Rugby League Review qui assurent une couverture minimale en donnant les résultats, ou qui peuvent lui consacrer quelques articles ponctuels.
A titre anecdotique, le journal australien Rugby League Review traduit littéralement le nom du club situé dans la commune de Cheval-Blanc par White horse. Confondant certainement le nom de la commune avec le surnom d'un club qui serait celui des chevaux blancs !. 

## Palmarès

### DN3
| Année | Vainqueur                                              | Score                                                  | Finaliste                                              |
| ----- | ------------------------------------------------------ | ------------------------------------------------------ | ------------------------------------------------------ |
| 2003  | Cannes                                                 | 24-23                                                  | Foix                                                   |
| 2004  |                                                        |                                                        |                                                        |
| 2005  |                                                        |                                                        |                                                        |
| 2006  |                                                        |                                                        |                                                        |
| 2007  |                                                        |                                                        |                                                        |
| 2008  | Baroudeurs de Pia                                      | 30-6                                                   | Lescure 2                                              |
| 2009  | Le Barcarès                                            | 45-20                                                  | Villefranche d'Albigeois                               |
| 2010  | La Réole                                               | 40-0                                                   | Paris                                                  |
| 2011  | Corbeil                                                | 33-20                                                  | Ramonville                                             |
| 2012  | Villeneuve-Minervois                                   | 25-20                                                  | Lescure 2                                              |
| 2013  | Preixan le Lauquet                                     | 28-18                                                  | Saint Laurent de la Cabrerisse                         |
| 2014  | Villeneuve-Minervois                                   | 16-10                                                  | Mennecy                                                |
| 2015  | Ramonville XIII                                        | 36-22                                                  | Preixan Le Lauquet                                     |
| 2016  | Villeneuve-Minervois                                   | 24-14                                                  | Sauveterre de Cominge                                  |
| 2017  | Baroudeurs de Pia                                      |                                                        | Le Soler                                               |
| 2018  | RC Caumont XIII                                        | 18-8                                                   | AS Pomas                                               |
| 2019  | Saint-Estève 2                                         | 23-12                                                  | Gratentour rugby XIII                                  |
| 2020  | Epreuve annulé en raison de la pandémie de coronavirus | Epreuve annulé en raison de la pandémie de coronavirus | Epreuve annulé en raison de la pandémie de coronavirus |
| 2021  | Epreuve annulé en raison de la pandémie de coronavirus | Epreuve annulé en raison de la pandémie de coronavirus | Epreuve annulé en raison de la pandémie de coronavirus |
| 2022  | Le Thor                                                | 33-18                                                  | Cahors                                                 |
| 2023  | Paris Charenton / Chatillon                            | 50-4                                                   | Belvèze Razès                                          |
| 2024  | Toulouges-Baho                                         | 28-6                                                   | Villeneuve-Minervois                                   |
| 2025  | XIII Catalan                                           | 34-6                                                   | Toulouse Jules Julien                                  |

### DN4
| Année | Vainqueur                                               | Score                                                   | Finaliste                                               |
| ----- | ------------------------------------------------------- | ------------------------------------------------------- | ------------------------------------------------------- |
| 2018  | VARL 2                                                  | 23-22                                                   | Salses                                                  |
| 2019  | Pas de compétition                                      | Pas de compétition                                      | Pas de compétition                                      |
| 2020  | Epreuve annulée en raison de la pandémie de coronavirus | Epreuve annulée en raison de la pandémie de coronavirus | Epreuve annulée en raison de la pandémie de coronavirus |
| 2021  | Epreuve annulée en raison de la pandémie de coronavirus | Epreuve annulée en raison de la pandémie de coronavirus | Epreuve annulée en raison de la pandémie de coronavirus |
| 2022  | VARL 2                                                  | 24-6                                                    | Villeneuve-de-Rivière                                   |
| 2023  | Pas de compétition                                      | Pas de compétition                                      | Pas de compétition                                      |
| 2024  | VAL XIII                                                | 20-12                                                   | Barcarès XIII 2                                         |
| 2025  | Pas de compétition                                      | Pas de compétition                                      | Pas de compétition                                      |